# Chthonius comottii
Espèce
Chthonius comottii est une espèce de pseudoscorpions de la famille des Chthoniidae.

## Distribution
Cette espèce est endémique de Lombardie en Italie,.

## Description
Le mâle holotype mesure 1,3 mm et la femelle paratype 1,5 mm.

## Étymologie
Cette espèce est nommée en l'honneur de Gianni Comotti.

## Publication originale
- Inzaghi, 1987 : Una nuova specie del genere Chthonius s. str. delle prealpi Lombarde (Arachnida, Pseudoscorpiones, Chthoniidae). Natura Bresciana, vol. 23, p. 165-182.